# Епархия Сантарена
Епархия Сантарена (лат. Dioecesis Santaremensis in Lusitania o Scalabitana) — епархия Римско-Католической церкви с центром в городе Сантарен, Португалия. Епархия Сантарена входит в патриархат Лиссабона. Кафедральным собором епархии Сантарена является церковь Непорочного зачатия Пресвятой Девы Марии.

## История
16 июля 1975 года Римский папа Павел VI выпустил буллу Apostolicae Sedis consuetudinem, которой учредил епархию Сантарена, выделив её из патриархата Лиссабона.

## Ординарии епархии
- епископ António Francisco Marques (16.07.1975 — 28.08.1997);
- епископ Manual Pelino Domingues (27.01.1998 — по настоящее время).

## Святые епархии
- Святая Ирина Томарская — её именем назван город Сантарен

## Источник
- Annuario Pontificio, Libreria Editrice Vaticana, Città del Vaticano, 2003, ISBN 88-209-7422-3;
- Булла Apostolicae Sedis consuetudinem, AAS 67 (1975), стр. 515  (лат.).